# Hendrik Redant
Hendrik Redant, né le 1er novembre 1962 à Ninove, est un coureur cycliste et directeur sportif belge. Professionnel de 1987 à 1997, il a notamment remporté Paris-Tours et la Japan Cup en 1992. Il est ensuite devenu directeur sportif.

## Palmarès
- 1984
  - 4e étape du Tour du Brabant
- 1987
  - Circuit du Houtland
  - 2e du Circuit des Ardennes flamandes - Ichtegem
  - 2e de la Gullegem Koerse
- 1988
  - Kuurne-Bruxelles-Kuurne
  - 3e étape des Trois Jours de La Panne
  - 4e étape du Tour de Belgique
  - 2e de la Ruddervoorde Koerse
  - 10e de Paris-Tours
- 1989
  - Bruxelles-Ingooigem
  - Le Samyn
  - 2e de la Route des Pyrénées méditerranéennes
  - 3e du Tour de la Haute-Sambre
  - 3e du Grand Prix de Fourmies
- 1990
  - Kuurne-Bruxelles-Kuurne
  - Le Samyn
  - 4e étape secteur B du Circuit de la Sarthe
  - Classement général du Tour de l'Oise
  - Tour de la Haute-Sambre
  - Championnat des Flandres
  - 2e du Prix national de clôture
  - 3e de La Marseillaise
  - 3e du Grand Prix de Bessèges
  - 3e d'À travers le Morbihan
  - 3e de la Flèche hesbignonne
- 1991
  - Circuit des Ardennes flamandes - Ichtegem
  - 1re étape du Tour d'Aragon
  - Circuit de la région linière
  - 2e de Bruxelles-Ingooigem
  - 3e de Kuurne-Bruxelles-Kuurne
  - 3e du Samyn
  - 3e du Grand Prix Jef Scherens
  - 10e de Paris-Roubaix
- 1992
  - 6e étape du Tour d'Andalousie
  - 3e étape du Tour des vallées minières
  - 1re et 5e étapes du Tour de Grande-Bretagne
  - Grand Prix Jef Scherens
  - Paris-Tours
  - Japan Cup
  - 1re et 6e étape du Boland Bank Tour
  - 2e de Veenendaal-Veenendaal
  - 3e du Circuit Escaut-Durme
  - 3e du Tour de Grande-Bretagne
  - 3e du Grand Prix de la ville de Zottegem
  - 3e du Championnat des Flandres
  - 10e de Paris-Roubaix
- 1993
  - 3e étape du Tour d'Armorique
  - 1re étape de la Route du Sud
  - 2e du Tour d'Armorique
  - 2e du Tour du Limbourg
  - 3e du Circuit Escaut-Durme
- 1994
  - 2e et 4e étapes du Boland Bank Tour
  - Strand Classic
  - 2e de la Puivelde Koerse
  - 2e du Championnat des Flandres
  - 2e du Omloop van de Westkust
- 1995
  - 2e étape du Boland Bank Tour
  - Circuit du Pays de Waes
  - Grand Prix de la ville de Zottegem
  - 2e de Kuurne-Bruxelles-Kuurne
  - 6e de Paris-Nice
- 1996
  - 6e étape du Tour du Portugal
  - 4e étape du Boland Bank Tour
  - 2e du Circuit Het Volk
  - 3e du Circuit des Ardennes flamandes - Ichtegem

## Résultats sur les grands tours

### Tour de France
5 participations
- 1990 : 150e
- 1991 : 140e
- 1992 : 122e
- 1994 : 93e
- 1995 : abandon (4e étape)

### Tour d'Espagne
2 participations
- 1993 : 97e, vainqueur du classement des metas volantes
- 1996 : 115e

### Tour d'Italie
3 participations
- 1988 : 124e
- 1994 : abandon (20e étape)
- 1996 : abandon (13e étape)